# 埃尔斯河畔拉巴斯蒂德
埃尔斯河畔拉巴斯蒂德（法語：La Bastide-sur-l'Hers，法語發音：[la bastid syʁ lɛʁs]）是法国阿列日省的一个市镇，属于帕米耶区。

## 地理
埃尔斯河畔拉巴斯蒂德（42°57'21"N, 1°54'32"E）面积4.77 平方千米，位于法国奧克西塔尼大區阿列日省，该省份为法国西南部内陆省份，西部和北部与上加龙省接壤，东临奥德省，东南至东比利牛斯省接壤，南与安道尔和西班牙接壤。
与埃尔斯河畔拉巴斯蒂德接壤的市镇（或旧市镇、城区）包括：德勒耶、拉罗克多尔姆、莱朗、莱斯帕鲁、勒佩拉。

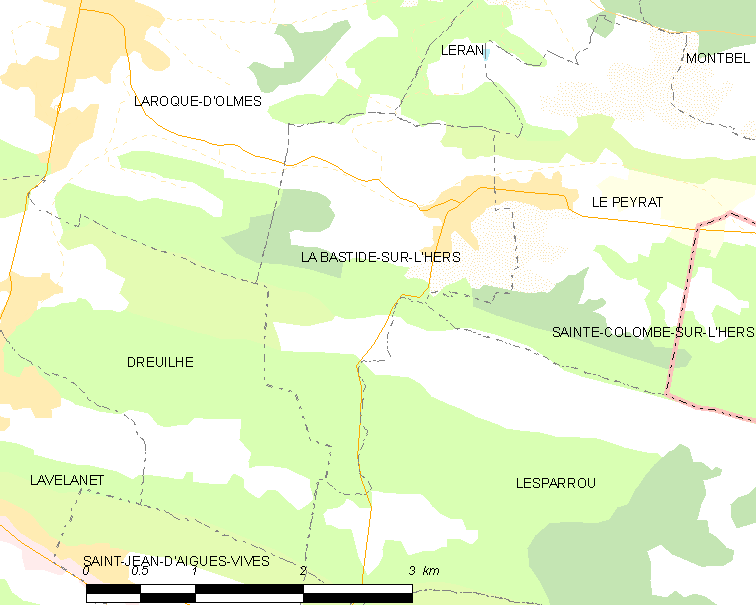
埃尔斯河畔拉巴斯蒂德的OSM定位图

埃尔斯河畔拉巴斯蒂德的时区为UTC+01:00、UTC+02:00（夏令时）。

## 行政
埃尔斯河畔拉巴斯蒂德的邮政编码为09600，INSEE市镇编码为09043。

## 政治
埃尔斯河畔拉巴斯蒂德所属的省级选区为米尔普瓦县。

## 人口

1962-2008年间埃尔斯河畔拉巴斯蒂德人口变化图示

埃尔斯河畔拉巴斯蒂德于2022年1月1日时的人口数量为676人。